# 泃阳西街道
泃阳西街道，是中华人民共和国河北省廊坊市三河市下辖的一个街道办事处。
前身是三河市北城街道办事处，于2008年12月正式更名为泃阳西大街街道办事处。
2019年，河北省民政厅发出《关于同意三河市部分行政区划调整的批复》（冀民函〔2019〕82号）：撤销泃阳西大街街道办事处、科技路街道办事处合并设立泃阳西街道办事处。

## 行政区划
泃阳西街道下辖以下地区：
安居社区、康居社区、泃河湾社区、桃园社区、阳光社区、团结院社区、长城社区、信合社区、城建新村社区、水电五局社区、红盾社区和新城社区。